# Gärdesgölen (Tingsås socken, Småland)
Gärdesgölen är en sjö i Tingsryds kommun i Småland och ingår i Mieåns huvudavrinningsområde.